# Зарочино
Зарочино — деревня в Козельском районе Калужской области. Входит в состав Сельского поселения «Деревня Плюсково».
Расположено примерно в 3 км к юго-западу от деревни Плюсково.

## Население
На 2010 год население составляло 0 человек.